# Ball grid array

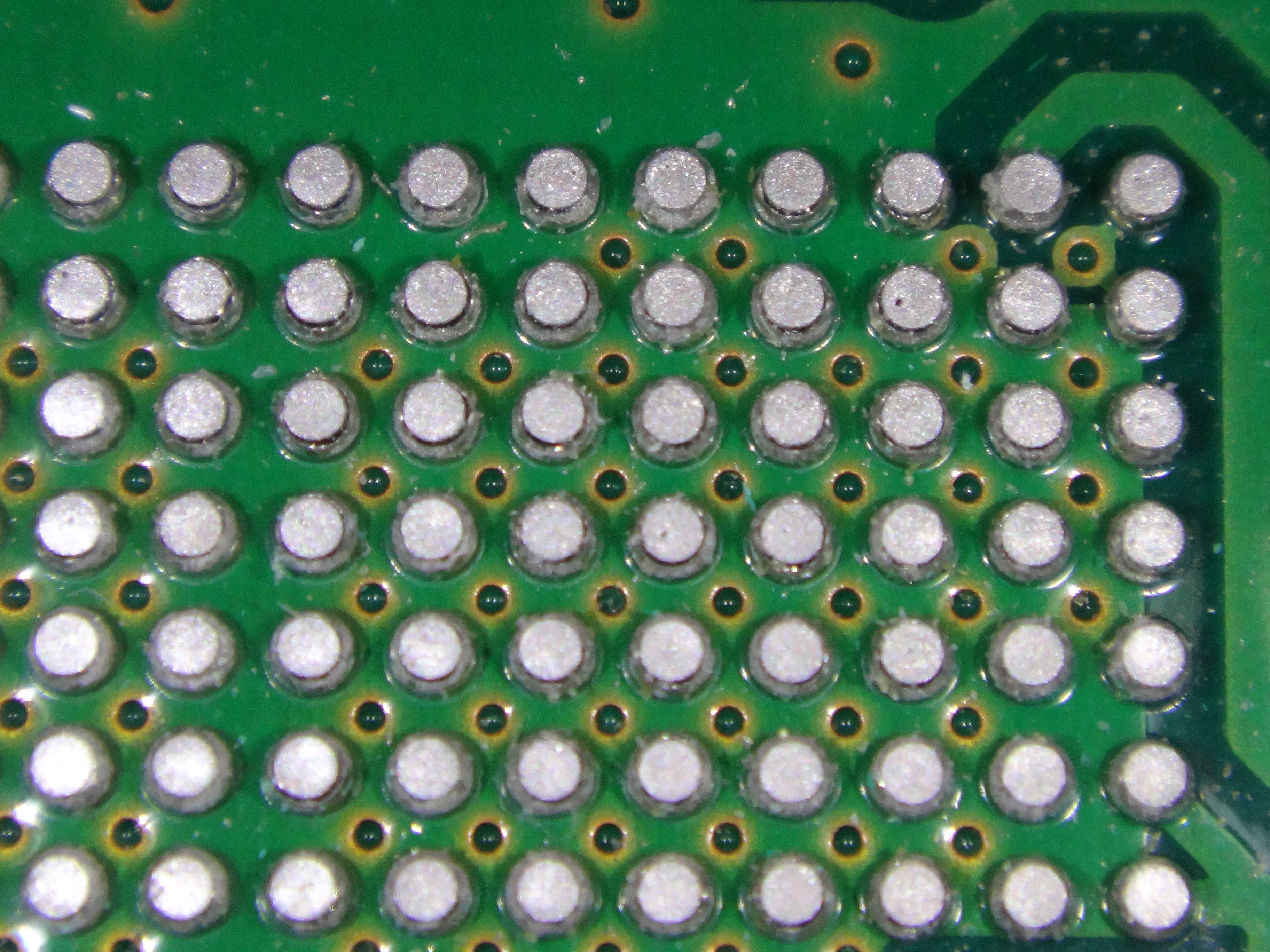
Een raster met soldeerballetjes waarop het BGA-component kan worden vastgesoldeerd.

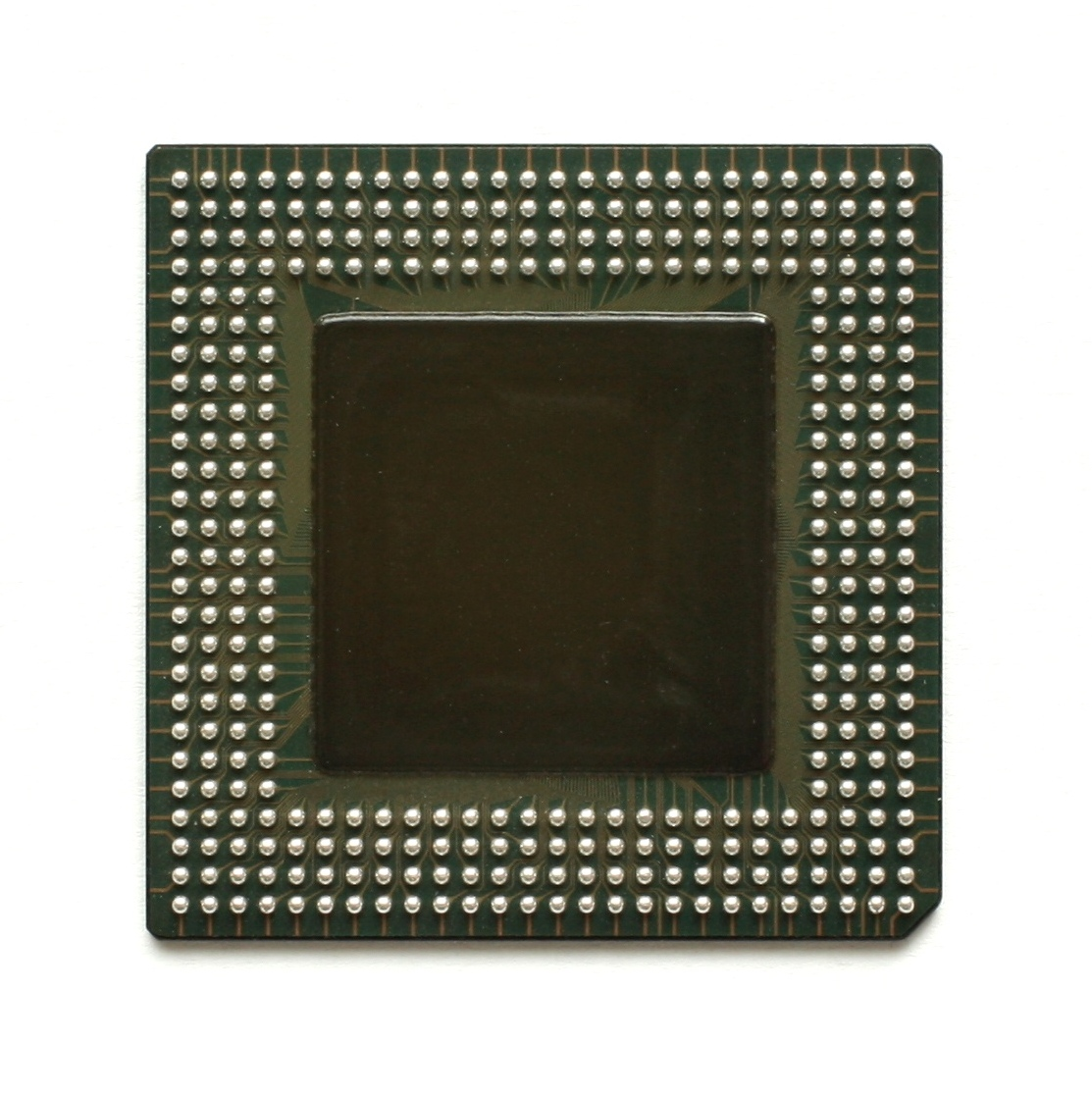
Een processor van Intel met een ball grid array.

Een ball grid array (BGA) is een type chipbehuizing en oppervlakmontage voor componenten in de micro-elektronica.

## Beschrijving
Een BGA biedt meer verbindingspunten dan een dual in-line-behuizing (DIP) of quad flat package (QFP) omdat hierbij de gehele onderzijde van het component kan worden gebruikt als interconnectie met de onderliggende printplaat. Veelgebruikte BGA-componenten zijn microprocessors en computergeheugens.
Enkele voordelen van ball grid array zijn de montage binnen een zeer beperkte ruimte en een lagere thermische weerstand tussen het component en de printplaat. Daarbij wordt ook de inductie verkleind door kortere afstanden van de stroombanen. Nadelen zijn dat er geen flexibiliteit is om een aangepaste connectie te maken, de hogere moeilijkheidsgraad van inspectie en het investeren in kostbare montage-apparatuur.

## Montage
Het vastsolderen van BGA-componenten is precisiewerk en wordt meestal uitgevoerd door een geautomatiseerd productieproces. Er wordt soldeerpasta via een sjabloon aangebracht op de onderzijde van het component, die vervolgens wordt gemonteerd op de printplaat om daarna te worden verhit in een oven of met een infrarode hittelamp zodat de soldeertin smelt en een elektrische verbinding mogelijk maakt.